# Нікітін Володимир Олегович
Володимир Олегович Нікітін (рос. Владимир Олегович Никитин; нар. 25 березня 1990, Верхня Максаковка, Республіка Комі, Росія) — російський професійний боксер, що виступає у напівлегкій ваговій категорії, бронзовий призер олімпійських ігор 2016 року. Призер чемпіонату світу та Європи. Учасник команди «Russian Boxing Team» у напівпрофесійній лізі WSB.

## Аматорська кар'єра

### Чемпіонат світу 2013
- 1/16 фіналу. Переміг Хуана Доніса (Гватемала) 3-0
- 1/8 фіналу. Переміг В'ячеслава Гожана (Молдова) 3-0
- 1/4 фіналу. Переміг Майкла Конлена (Ірландія) 3-0
- 1/2 фіналу. Переміг Миколу Буценка (Україна) 2-1
- Фінал. Програв Джавіду Челебієву (Азербайджан) 0-3

### Олімпійські ігри 2016
- 1/16 фіналу. Переміг Бое Варавару (Вануату) 3-0
- 1/8 фіналу. Переміг Чхатчхаї Бутді (Таїланд) 2-1
- 1/4 фіналу. Переміг Майкла Конлена (Ірландія) 3-0
- 1/2 фіналу. Програв Шакуру Стівенсону (США) WO

## Професіональна кар'єра
Дебютний бій провів 28 липня 2018 року. Перші 3 боя були 6-раундовими. Наступний 10-раундовий бій проти колишнього суперника по Олімпіаді 2016 Майкла Конлена закінчився поразкою Нікітіна за очками.